# Polygrammodes pectinicornalis
Polygrammodes pectinicornalis là một loài bướm đêm trong họ Crambidae.